# 331. Infanterie-Division (Wehrmacht)
Die 331. Infanteriedivision war eine deutsche Infanteriedivision im Zweiten Weltkrieg. 

## Geschichte

### Aufstellung
Die Division wurde am 18. Dezember 1941 auf dem Truppenübungsplatz Königsbrück aufgestellt. 

### Verlegung an die Ostfront
Sie wurde ausschließlich an der Ostfront in der Sowjetunion eingesetzt. 

### Vernichtung
Hierbei erlitt die Einheit im März 1944 so schwere Verluste, dass sie aufgelöst wurde. 

### Verwendung der Reste der Division
Die Reste der Division wurden auf den Truppenübungsplatz Wahn bei Köln transportiert und dort zusammen mit der Schatten-Division Wahn zur Aufstellung der nummerngleichen 331. Volksgrenadier-Division verwendet.

## Bekannte Divisionsangehörige
- Rüdiger von Reichert (1917–2007), war von 1974 bis 1978, als Generalleutnant des Heeres der Bundeswehr, Stellvertreter des Generalinspekteurs der Bundeswehr